# Curriea tibialis
Curriea tibialis är en stekelart som först beskrevs av William Harris Ashmead 1906.  Curriea tibialis ingår i släktet Curriea och familjen bracksteklar. Inga underarter finns listade i Catalogue of Life.